# 馮梓瑩
馮梓瑩（英語：Queenie Fung；1986年1月29日—）是2004年度亞洲小姐季軍，曾經是亞洲電視的藝員，主要擔任美食節目主持。現已移居美國。

## 演出作品

### 電視劇（亞洲電視）
- 2005年: 《危險人物》－八仙飯店

### 節目主持（亞洲電視）
- 2005年: 《日本名菜大比拼》
- 2005年: 《醫食住行七點鐘》之《大游俠》
- 2005年: 《煮食無界限》
- 2005年: 《群星情報站》
- 2005年: 《亞視金曲賀台慶》
- 2006年: 《特區樂園鬥一翻》
- 2006年: 《亞視49週年台慶》
- 2006年: 《從香港出發》（雲南）

### 電影
- 2007年: 《雀聖3自摸三百番》

## 獎項
- 2004年: 亞洲小姐競選季軍